# Сімоносекі
Сімоносекі (яп. 下関市, しものせきし, сімоносекі сі) — місто в Японії, у західній частині префектури Ямаґуті. Входить до списку центральних міст Японії.
Сімоносекі — найбільше за числом мешканців місто префектури Ямаґуті і п'яте за величиною у регіоні Тюґоку. Воно виступає провідним економічним осередком цієї префектури. Більшість всеяпонських фірм розміщують саме у цьому портовому місті центральні офіси своїх префектурних предстваництв.

## Історія
До середини 19 століття Сімоносекі виконувало роль центра провінції Наґато. Воно здавна мало тісні зв'язки із північчю сусіднього острова Кюсю. Район порту Сімоносекі називали Акамаґасекі (赤間関) або Бакан (馬関). У 1889 році цей порт було перетворено на місто Акамаґасекі, яке у 1902 перейменували на Сімоносекі. У лютому 2005 року це місто розширилося шляхом поглинання сусідніх населених пунктів повіту Тойоура.
Сімоносекі славиться на всю Японію своєю історією. У 1185 році в його приміських водах відбулася велика битва при Данноура. Вона завершила довготривалу війну між японськими самурайськими родами Тайра і Мінамото та закріпила панування Камакурського сьоґунату в Японії на подальші 150 років. Данноурське побоїще оспіване у «Повісті про дім Тайра», шедеврі японської класичної літератури, а один із його учасників, Мінамото но Йосіцуне, вважається японським національним героєм.
З Сімоносекі також пов'язаний легендарний двобій, що стався 1612 року на безлюдному острові Ґанрюдзіма між японськими фехтувальниками Міямото Мусасі і Сасакі Кодзіро. Цей острів, який сьогодні є складовою міста, приваблює шанувальників бойових мистецтв як з Японії, так і усього світу. Тема цього поєдинку залишається однією з найпопулярніших у японській літературі, кіно, манґа та аніме
У період Едо (1603–1867) територія Сімоносекі належала самурайському роду Морі — одному із провідних учасників реставрації Мейдзі у 19 столітті. Ця реставрація поклала початок японській модернізації і перетворенню Японії на одну з країн-лідерів 20 століття.
1895 року Сімоносекі стало місцем підписання мирного договору між Японською імперією та китайською імперією Цинь. Він завершив Японсько-китайську війну 1894–1895 років і, посиливши позиції японської держави на міжнародній арені, унеможливив колонізацію Японії країнами Європи і США.
У Сімоносекі народилося чимало відомих японців — письменниця Хаясі Фуміко, актор Мацуда Юсаку, герой російсько-японської війни Ноґі Маресуке та багато інших.

## Міста-побратими
Сімоносекі підтримує дружні відносини із багатьма містами світу.
В Японії
- Кікуґава

У світі
- Сантус, Бразилія (1971)
- Стамбул, Туреччина (1972)
- Пусан, Південна Корея (1976)
- Ціндао, КНР (1979)
- Піттсбург, США (1998)

## Уродженці
- Танака Кінуйо — акторка.